# Android Pie
Android Pie（開發代號Android P），又名Android 9，是由Google開發的Android作業系統的第9个主要版本，繼承2017年發行的Android Oreo。Android P的首個開發者預覽版本（即測試版）在2018年3月7日發行並提供下載；正式版于2018年8月6日发行。

## 特色
- 為快速設置選單設計的新用戶界面。[8]
- 時鐘移動到通知欄的左側。[9]
- 螢幕下方的dock加入半透明背景。[9]
- 取消省電模式的橙色條。[8]
- 電源選項中加入截屏按鈕。[9]
- 開啟鎖定（Lockdown）功能後，將禁用生物識別解鎖設備。
- 圖標加入更多圓角。
- 在應用之間切換，或在應用內部選單間切換時，使用新的動畫。
- 通知更加豐富，能夠顯示會話的更完整內容，以及類似Google開發的Reply的智能回覆。
- 經過重新設計的音量滑塊。
- 可在螢幕上顯示電量。
- 可能重新加入的NFC解鎖功能。
- 實驗性功能（一般情況下隱藏在Feature Flag功能表中），例如重新設計的“關於手機”頁面，以及駕駛時自動啟用藍牙功能等。[10]
- DNS over TLS。
- 支持高效率圖像文件格式。
- 全新的手勢操控界面，不帶返回鍵和多任務鍵。
- 重新設計的任務管理器界面，具有Google搜索欄。
- 令用戶可在得知自己在應用中已停留多久的“數字健康”功能，其中的“Wind down”（中文為灰度模式）允許用戶設定一個休息時間，到時系統界面會變灰以防止夜間進一步長時間使用。
- 將設備正面朝下放置可進入請勿打擾模式，只允許緊急通知。
- 優化用戶最常用的應用以大幅省電的適應性省電功能（Adaptive Battery）。[4]
- 基於個人偏好設置的自動亮度功能（Adaptive Brightness）。[4]
- 支援Noto Serif CJK。
- 字体渲染调整至偏细水平。

## 可用設備

### 自發售之日起搭載Android 9
- Google
  - Google Pixel 3
  - Google Pixel 3 XL
  - Google Pixel 3a
  - Google Pixel 3a XL
- 索尼
  - Sony Xperia XZ3
  - Sony Xperia 10
  - Sony Xperia 10 Plus
  - Sony Xperia 1
- 華為
  - 華為nova 4
  - 華為Mate 20系列
  - 華為Mate X
  - 華為Y9 2019
- 一加
  - OnePlus 6
  - OnePlus 6T
  - OnePlus 7
- 三星
  - 三星Galaxy A10
  - 三星Galaxy A20e
  - 三星Galaxy A20
  - 三星Galaxy A30
  - 三星Galaxy A40
  - 三星Galaxy A40s
  - 三星Galaxy A50
  - 三星Galaxy A60
  - 三星Galaxy A70
  - 三星Galaxy A80
  - 三星Galaxy S10系列
  - 三星Galaxy Fold
  - 三星Galaxy Tab S5e
  - 三星Galaxy Tab A 8.0 (2019) with S Pen
  - 三星Galaxy Tab A 10.1(2019)
  - 三星Galaxy M40
  - 三星Galaxy Tab S6
  - 三星Galaxy Note10/10 5G/10+/10+ 5G
- 華碩
  - Asus Zenfone 6
- realme
  - realme X
- vivo
  - vivo X21UD
  - vivo X21
  - vivo NEX 双屏版
  - vivo iQOO
- 诺基亚
  - Nokia 3.2
  - Nokia 4.2
  - Nokia 6.1
  - Nokia 6.1 Plus
  - Nokia 7 Plus
  - Nokia 8.1
  - Nokia 9 PureView
- 小米
  - 小米9
  - 小米9 SE
  - 小米MIX 3
  - 小米9T
  - 小米9 Pro
- Redmi
  - Redmi Note 7
  - Redmi Note 7 Pro
  - Redmi 7A
  - Redmi K20/Redmi K20 Pro
  - Redmi Note 8/Redmi Note 8 Pro
  - Redmi 8
  - Redmi 8A
- HTC
  - HTC 5G Hub
  - HTC U19e
  - HTC desire 19+
  - HTC desier 19s

### 正式支持
- Google Pixel（2018年8月6日）
- Google Pixel XL（2018年8月6日）
- Google Pixel 2（2018年8月6日）
- Google Pixel 2 XL（2018年8月6日）
- Essential Phone（2018年8月6日）
- 小米A2（2018年11月17日）
- 小米A2 Lite（2018年11月28日）
- 小米A1（2018年12月8日）
- Asus Zenfone 5（2018年12月24日）
- Asus Zenfone 5Z（2018年12月27日）
- Asus ZenFone Max Pro M1
- Nokia 5.1 Plus（2019年1月10日）
- Nokia 3.1 Plus（2019年2月26日）
- HTC U11（2019年5月27日）
- Nokia 3（2019年6月4日）
- HTC U12+（2019年6月29日）
- HTC U11+（2019年7月8日）
- Moto Z2 Force Edition（2019年8月13日）

第三方已對以下設備放出基於Android 9正式版的公開/不限量公測固件：
- 小米 MIUI 10.x.x.0.P
  - 小米MIX 2S（2018年10月22日）
  - 小米8標準版、探索版（2018年12月4日[11]）
  - 小米8屏幕指纹版（2018年12月26日）
  - 小米8 SE（2019年1月25日）
  - 小米Max 3（2019年2月23日）
  - 小米8 青春版（不限量公测，2019年1月10日）

- 華為 EMUI 9.0
  - 華為P20系列（2018年11月10日[12]）
  - 華為Mate 10系列（2018年11月10日[13]）
  - 華為 Mate RS 保时捷设计（2018年11月10日）
  - 榮耀10（2018年11月10日[14]）
  - 榮耀V10（2018年11月10日[15]）
  - 榮耀Play（2018年11月10日[16]）
  - 華為Nova 3（2018年12月10日）
  - 華為Mate 9系列（2019年2月28日）
  - 华为P10系列（2019年2月28日）
  - 榮耀V9（2019年2月28日）
  - 榮耀9（2019年2月28日）
  - 華為Nova 2S（2019年2月28日）
  - 榮耀Note 10（不限量公测，2018年12月25日）
  - 华为M5系列（2019年2月28日）
  - 華為Nova 3i（2019年3月5日）
  - 華為麦芒7（2019年3月5日）
  - 榮耀8X（2019年3月5日）
  - 華為畅享9 Plus（不限量公测，2019年3月4日）
  - 華為Nova 3e（不限量公测，2019年3月4日）

- OPPO ColorOS 6（公测为不限量，但不开放新的公测名额）
  - OPPO R15夢鏡版（不限量半公测，2018年12月29日）
  - OPPO R15（不限量半公測，2019年1月12日）

- 一加 氢OS
  - 一加6（國際版2018年9月21日/國内版2018年9月30日）

- Vivo Funtouch OS 4.5[17]
  - Vivo X21（不限量公测，2019年1月8日）
  - Vivo X21UD（不限量公测，2019年1月8日）
  - Vivo NEX A（標準版/屏下指纹版）（不限量公测，2019年1月8日）
  - Vivo NEX S（旗艦版）（不限量公测，2019年1月8日）

- 三星 One UI 1.0 [18]
  - 三星Galaxy S9+（2019年2月14日）
  - 三星Galaxy S9（2019年2月14日）
  - 三星Galaxy Note9（2019年2月20日）
  - 三星Galaxy Note8（2019年4月2日）
  - 三星Galaxy S8（2019年4月3日）
  - 三星Galaxy S8+（2019年4月3日）
  - 三星Galaxy A9 (2018)（2019年4月25日）
  - 三星Galaxy A6+（2019年4月26日）
  - 三星Galaxy A8+ (2018)（2019年5月2日）
  - 三星Galaxy A7 (2018)（2019年5月3日）
  - Samsung Galaxy Tab S4 WiFi （2019年5月7日）
  - Samsung Galaxy Tab S4 LTE （2019年5月20日）
  - 三星Galaxy J4+（2019年5月27日）
  - 三星Galaxy J6 (2018)（2019年5月28日）
  - 三星Galaxy A8 Star（2019年6月14日）
  - 三星Galaxy A8s（2019年6月14日）
  - 三星Galaxy Tab S3（2019年9月17日）

- 卡特彼勒
  - Caterpillar S61（2019年9月27日）

## 最後一個以甜點命名的Android作業系統
因Android 10開始不再以甜點命名，故Android Pie將成為Android最後一個以甜點命名的作業系統。